# پلبی‌ها
پلبی‌ها یا پلب‌ها (به انگلیسی: Plebs یا Plebeians و به لاتینی: plebeius)، به اهالی غیربومی روم باستان و نوادگان ایشان گفته می‌شد که بعدها ساکن این سرزمین شدند. در برابر آنها، پاتریسی‌ها قرار داشتند که اجداد ایشان ساکنان لاتینی نخستین روم بودند.

## معرفی
مدتی پس از استقرار طوایف و قبایل پاتریسی در روم، سکنهٔ شهر رم پیوسته و رفته رفته رو به افزایش گذاشت. اهالی سایر شهرها و ایالات ایتالیا نیز، برای زندگی به رم روی آوردند.
از سوی دیگر، رومی‌ها شهرهای همجوار را تسخیر می‌کردند و بخشی از اهالی این شهرها را در روم اسکان می‌دادند. در ضمن آن‌ها بهترین اراضی همسایگان خویش را نیز تصرف می‌کردند و به «مزرعهٔ اشتراکی» (که مجموعه‌ای از قطعات زمین متعلق به پاتریسی‌ها بود)، پیوند می‌زدند.
اهالی غیربومی روم و فرزندانشان را پلب می‌نامیدند. اکثر آن‌ها زارع و پیشه‌ور بودند. قطعات زمینی که به پلبی‌ها می‌رسید، بسیار کوچک و نامرغوب بود. با وجود این، در میان آن‌ها افراد ثروتمند نیز حضور داشتند. پلبی‌های ثروتمند عبارت بودند از: بازرگانان و مالکان کشتی‌ها.
پلبی‌ها از هرگونه حقوقی به‌طور کامل بی‌بهره بودند. آن‌ها نصیبی از مزرعهٔ اشتراکی نمی‌بردند و در مجلس ملی و سنای روم نیز حق شرکت نداشتند. با وجود این، این تصور که همهٔ آنان جزو بردگان محسوب می‌شدند، صحیح نیست.
تنها آن عده از پلبی‌هایی که مدیون بودند و به موقع وام‌ها و دیون خود را نمی‌پرداختند، توسط پاتریسی‌ها به بردگی گرفته می‌شدند.

## نظر ویل دورانت
پلبی‌ها تودهٔ اصلی شهروندان رومی را تشکیل می‌دادند. برخی افزارمند یا پیشه‌ور، گروهی آزادمرد و بسیاری از آن‌ها روستایی بودند. شاید در آغاز همهٔ ایشان همان ساکنان مغلوب تپه‌های شهر بودند.
جمعی از پلبی‌ها به نام کلینتس (به معنای: وابستگان) خوانده می‌شدند. اینان کسانی بودند که به یکی از پاتریسی‌های بانفوذ که به وی پاترونوس (به معنای: حامی و پشتیبان) گفته می‌شد و جزو طبقات فرادست بود، تعلق داشتند. این گروه از پلبی‌ها به پاداش اینکه از پاترونوس زمین می‌گرفتند و در پناه او می‌زیستند، او را در صلح یاری و در جنگ خدمت و در انجمن‌ها، فرمانبرداری می‌کردند.
طبقه‌ای فرودست‌تر از پلبی‌ها هم وجود داشت که همان بردگان یا بندگان بودند.